# Неоснована осуда
Неоснована осуда постоји када одређено лице правноснажном судском пресудом буде осуђено за кривично дело, а након те правноснажне осуде, у поступку по ванредном правном леку, та правноснажна пресуда буде укинута или преиначена, те кривични поступак буде окончан ослобађањем тог лица од оптужбе, одбијањем оптужбе или обустављањем поступка.
Често се, нарочито у лаичкој јавности, неоснована осуда поистовећује са судском грешком. Међутим, иако неоснована осуда може бити последица судске грешке (нпр. погрешно изведеног доказа или погрешног тумачења права од стране суда), неоснована осуда може бити последица и других чињеница, које се не могу подвести под судску грешку (нпр. због лажног исказа сведока). Дакле, неоснована осуда постоји у сваком случају коначног отклањања претходне правноснажне осуде, без обзира да ли је та осуда била последица незаконитог или неправилног рада суда или другог државног органа надлежног за кривично гоњење или је до изрицања осуде дошло из каквих других разлога, које могу, али и не морају, представљати судску грешку.
У вези са неоснованом осудом стоји и питање отклањања штетних последица проузрокованих неоснованом осудом. 

## Накнада штете и рахабилитација неосновано осуђених лица

### Историјат
У савременим правима, неосновано осуђена лица имају право на накнаду штете од државе, као и право на морално задовољење и друга права одређена законом у циљу отклањања штетних последица неосноване осуде. Ради се о правима новијег датума, која су тек почев од краја XIX века постепено успостављана и касније унапређивана у појединим, само најразвијенијим државама.
Законско признавање права на накнаду штете због неосноване осуде и неоснованог лишења слободе није било једноставан и брз процес. У Француској се о овом питању већ у XVIII веку често расправља, а у Прусији је 1776. године донета краљевска наредба о потреби накнаде штете лицима чија је невиност доказана. У то време и у енглеском парламенту је расправљано о идејама Џеремија Бентама за обештећење неосновано осуђених. Расправе италијанских правника о овом питању довеле су, крајем XVIII / почетком XIХ века до укључивања неких одредби о праву на накнаду штете у Кривични законик Тоскане и у кривично законодавство Краљевине две Сицилије. У неким швајцарским кантонима неосновано осуђени су имали право на накнаду признато законом. У Немачкој је стручну расправу о праву на накнаду штете неосновано осуђеним лицима и лицима неосновано лишеним слободе отпочео криминолог Рудолф Хајнце (Rudolf Heinze) у свом есеју "Право притвора" (Лајпциг, 1865), да би се о овоме озбиљно расправљало од стране немачких правника, између осталог и на званичним годишњим скуповима немачког Удружења правника, 1873, 1874, 1876. и 1882. године, када су се првенствено бавили питањем накнаде штете невино осуђеним лицима. У немачком Рајхстагу, о питање накнаде штете неосновано осуђеним лицима први пут се расправљало 1875. године, да би 1898. године био донет Закон о накнади штете лицима ослобођеним у кривичном поступку (нем. Gesetz betr. die Entchädigung der im Wieder aufnahmeverfahren freigesprochenen Personen). Неколико година касније, 1904. године, немачка је усвојила и Закон о накнади штете за неоправдани истражни затвор (нем. Gesetz betr. die Entschädigung für unschuldig erlittene Untersuchungshaft). Ипак, Немачка није прва земља која је донела овакве законе, јер су неколико година раније слични закони усвојени у низу других европских земаља: Шведска (1886. године), Норвешка (1887. године), Данска (1888. године), Аустрија (1892. године), Мађарска (1896. године).

### Упоредно право
Иако су у другој половини ХХ века права неосновано осуђених лица афирмисана у најширем обиму у највећем делу света, ипак, још увек постоје земље у којима та права нису уопште, или нису у пуној мери заштићена.
Право на накнаду штете због неоснованог лишења слободе и неосноване осуде регулише се на различите начине у упоредним законодавствима. Зависно од тога како се принципијелно приступа питању одговорности државе за штету, могуће је да се накнада даје ex gratia, као један од облика помоћи државе неоправдано осуђеном, кога је задесила несрећа без његове кривице (државе англосаксонског правног система), или се право на накнаду штете предвиђа као субјективно право оштећеног, које се у неким правним системима остварује понекад под нешто другачијим и рестриктивнијим условима у односу на општи правни режим (државе европскоконтиненталног правног система).